# Piéride soufrée des steppes
Euchloe penia
Espèce
Synonymes
- Elphinstonia penia (Freyer, 1851)

La Piéride soufrée des steppes (Euchloe penia) est une espèce de lépidoptères de la famille des Pieridae, de la sous-famille des Pierinae et du genre Euchloe.

## Noms vulgaires
- En français : la Piéride soufrée des steppes.
- En anglais : Eastern Greenish Black Tip[1].

## Description

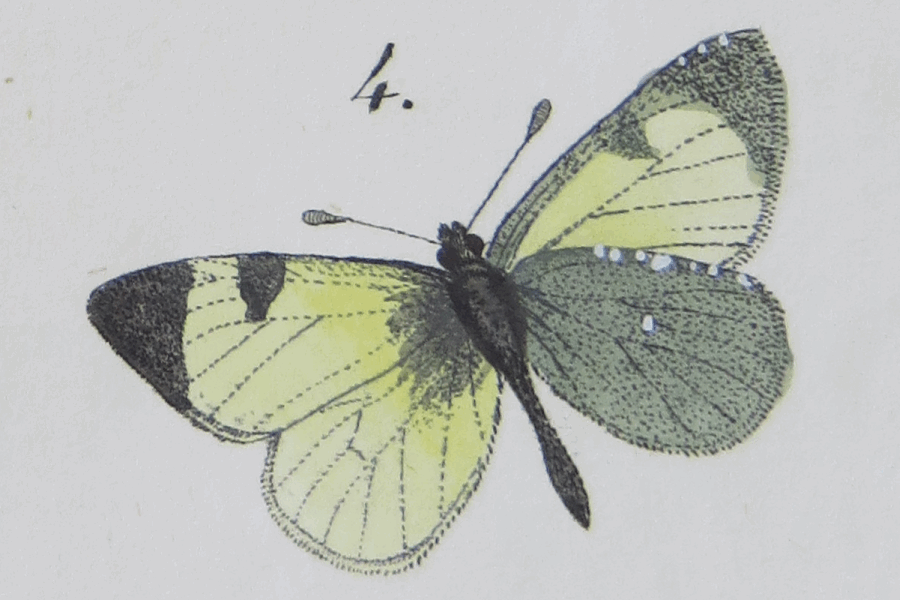
Illustration originale de Freyer, 1851.

L'imago d’Euchloe penia est un papillon jaune soufré, à l'aile antérieure marqué d'une tache et apex noir taché de jaune, et bordée d'une frange rouge plus visible sur le revers. 
Au revers, les ailes antérieures sont jaunes avec l'apex vert assez foncé comme les ailes postérieures.

## Biologie
L'espèce vole d'avril à juillet, avec un nombre de générations incertain et des éclosions échelonnées.
La plante hôte est Matthiola telessa[réf. souhaitée].

## Distribution et biotopes
Son aire de répartition comporte, en Europe, la Grèce, la Macédoine du Nord et la Bulgarie et, plus à l'est, la Turquie, le Liban, la Syrie et le nord de l'Irak.
L'espèce occupe les escarpements chauds et secs.

## Protection
L'espèce n'a pas de statut de protection particulier[réf. nécessaire], mais est classée comme vulnérable en Bulgarie.